# 上市町

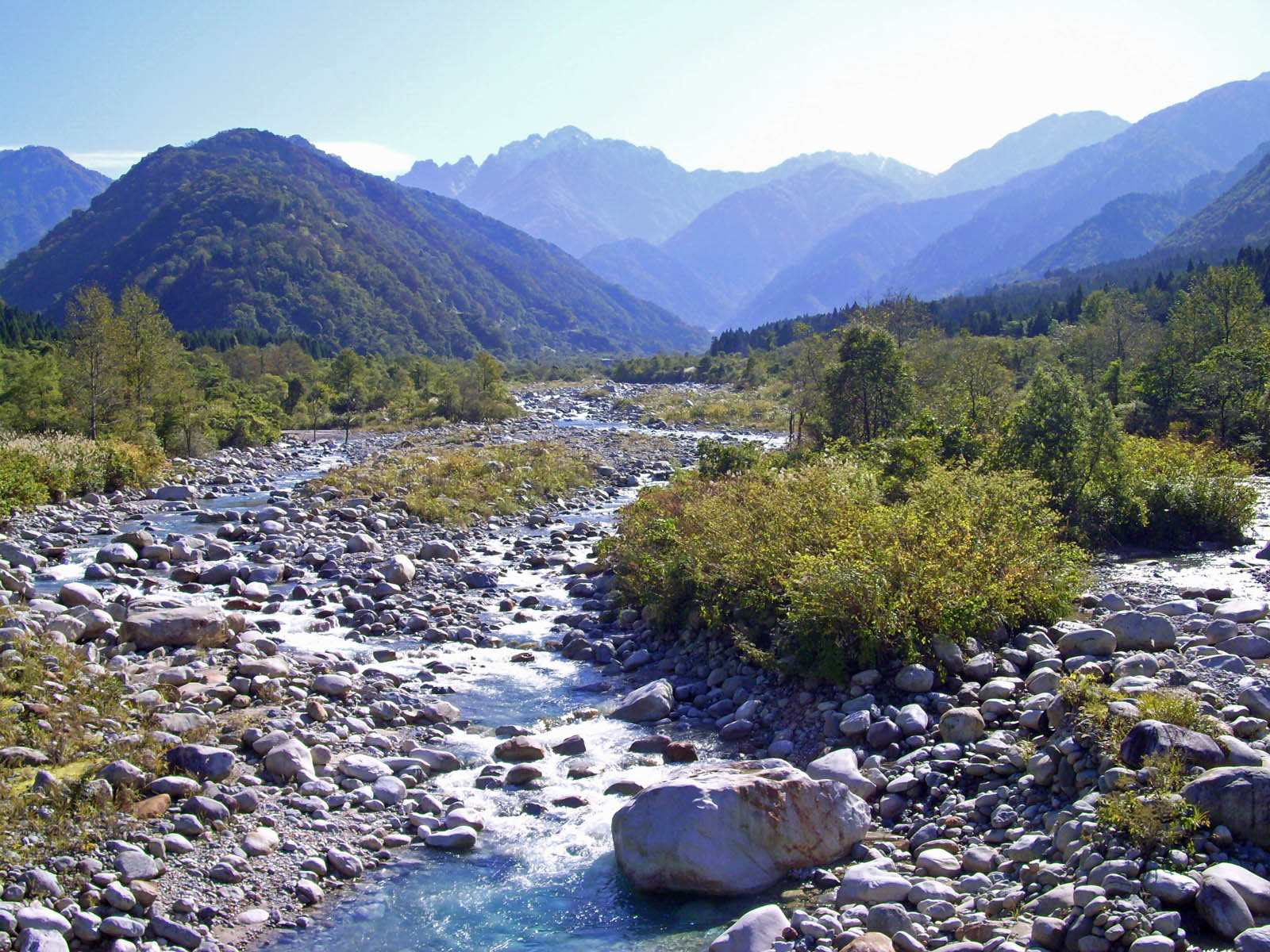
伊折橋から早月川上流を望む

上市町（かみいちまち）は、富山県中新川郡の町。富山県東部の山寄りに位置する。古くから立山修験の裏参道に通ずる場所として知られる。

## 地理
新川平野の中央に位置し、富山市の東約15kmにあって、東西26.1km、南北16.1kmの東南に長く延びた長方形をなす。面積は富山県第5位。地形は東高西低で、町域の大半は山地が占める。東南部は標高2999メートルの剱岳を主峰として、大日岳、猫又山等の北アルプス・立山連峰の山々が連なる山岳地帯で、早月川、上市川の水源を擁する。中央部は早月川、上市川、郷川、大岩川が流れる山地で、河川に沿って集落が点在する。森林セラピー基地に認定されている。上市川の2つのダム、上市川ダム、上市川第二ダムがある。北西部は上市川、郷川、白岩川、大岩川が流れる平野で、新川平野の一部を形成している。人口は北西部に集中する)。
冬季は雪が非常に多く、「特別豪雪地帯」に指定されている。
- 山：剱岳、剣御前、大日岳（大日連峰‐奥大日岳・中大日岳・大日岳・早乙女岳・前大日岳）、池平山、猫又山、高峰山
- 河川：上市川、郷川、白岩川、大岩川、早月川
- 湖沼：釜池、ながら池、つぶら池

### 隣接している自治体
- 富山市
- 滑川市
- 魚津市
- 黒部市
- 中新川郡：立山町、舟橋村

### 気候
アメダスの「上市地域気象観測所」が東種に設置されているが、上市町中心部から離れた内陸の盆地に立地しているため、富山県内の他の観測地点と比べて低い気温が測定されやすい。
富山県の市町村別天気予報では「上市（東種）」と掲載されることがある。
| 上市地域気象観測所（東種、標高296m）の気候                  | 上市地域気象観測所（東種、標高296m）の気候 | 上市地域気象観測所（東種、標高296m）の気候 | 上市地域気象観測所（東種、標高296m）の気候 | 上市地域気象観測所（東種、標高296m）の気候 | 上市地域気象観測所（東種、標高296m）の気候 | 上市地域気象観測所（東種、標高296m）の気候 | 上市地域気象観測所（東種、標高296m）の気候 | 上市地域気象観測所（東種、標高296m）の気候 | 上市地域気象観測所（東種、標高296m）の気候 | 上市地域気象観測所（東種、標高296m）の気候 | 上市地域気象観測所（東種、標高296m）の気候 | 上市地域気象観測所（東種、標高296m）の気候 | 上市地域気象観測所（東種、標高296m）の気候 |
| 月                                                          | 1月                                        | 2月                                        | 3月                                        | 4月                                        | 5月                                        | 6月                                        | 7月                                        | 8月                                        | 9月                                        | 10月                                       | 11月                                       | 12月                                       | 年                                         |
| ----------------------------------------------------------- | ------------------------------------------ | ------------------------------------------ | ------------------------------------------ | ------------------------------------------ | ------------------------------------------ | ------------------------------------------ | ------------------------------------------ | ------------------------------------------ | ------------------------------------------ | ------------------------------------------ | ------------------------------------------ | ------------------------------------------ | ------------------------------------------ |
| 最高気温記録 °C （°F）                                      | 18.5 (65.3)                                | 21.2 (70.2)                                | 25.4 (77.7)                                | 29.6 (85.3)                                | 31.3 (88.3)                                | 34.4 (93.9)                                | 36.3 (97.3)                                | 36.6 (97.9)                                | 37.4 (99.3)                                | 32.2 (90)                                  | 29.4 (84.9)                                | 23.8 (74.8)                                | 37.4 (99.3)                                |
| 平均最高気温 °C （°F）                                      | 4.0 (39.2)                                 | 4.8 (40.6)                                 | 8.9 (48)                                   | 15.7 (60.3)                                | 20.9 (69.6)                                | 23.8 (74.8)                                | 27.7 (81.9)                                | 29.3 (84.7)                                | 24.9 (76.8)                                | 19.3 (66.7)                                | 13.6 (56.5)                                | 7.3 (45.1)                                 | 16.7 (62.1)                                |
| 日平均気温 °C （°F）                                        | 0.3 (32.5)                                 | 0.4 (32.7)                                 | 3.6 (38.5)                                 | 9.9 (49.8)                                 | 15.4 (59.7)                                | 19.2 (66.6)                                | 23.2 (73.8)                                | 24.3 (75.7)                                | 20.1 (68.2)                                | 14.2 (57.6)                                | 8.5 (47.3)                                 | 3.1 (37.6)                                 | 11.8 (53.2)                                |
| 平均最低気温 °C （°F）                                      | −3.1 (26.4)                                | −3.6 (25.5)                                | −0.8 (30.6)                                | 4.6 (40.3)                                 | 10.3 (50.5)                                | 15.2 (59.4)                                | 19.6 (67.3)                                | 20.3 (68.5)                                | 16.2 (61.2)                                | 10.0 (50)                                  | 4.2 (39.6)                                 | −0.3 (31.5)                                | 7.7 (45.9)                                 |
| 最低気温記録 °C （°F）                                      | −13.8 (7.2)                                | −14.1 (6.6)                                | −9.8 (14.4)                                | −5.0 (23)                                  | 1.4 (34.5)                                 | 7.1 (44.8)                                 | 12.7 (54.9)                                | 12.9 (55.2)                                | 7.1 (44.8)                                 | 1.1 (34)                                   | −3.9 (25)                                  | −13.1 (8.4)                                | −14.1 (6.6)                                |
| 降水量 mm （inch）                                          | 293.5 (11.555)                             | 209.9 (8.264)                              | 217.5 (8.563)                              | 190.7 (7.508)                              | 198.3 (7.807)                              | 230.5 (9.075)                              | 334.2 (13.157)                             | 263.0 (10.354)                             | 260.7 (10.264)                             | 229.7 (9.043)                              | 273.0 (10.748)                             | 319.8 (12.591)                             | 3,020.7 (118.925)                          |
| 平均月間日照時間                                            | 52.8                                       | 73.3                                       | 111.0                                      | 153.4                                      | 184.5                                      | 136.9                                      | 133.1                                      | 174.7                                      | 121.1                                      | 118.9                                      | 88.1                                       | 57.8                                       | 1,405.5                                    |
| 出典：気象庁 (平年値:1991-2020、気温の極値:1978年11月-現在) |                                            |                                            |                                            |                                            |                                            |                                            |                                            |                                            |                                            |                                            |                                            |                                            |                                            |

## 歴史
上市の名のおこりについては、海岸方面から立山参拝の道筋で交通の要衡であった市場町「三日市」の上にあたる「松尾野」も市場町として発展し、下の三日市に対して上の市の所在地を「上市野」と称するようになったのが由来とされている。

### 年表
- 702年（大宝2年）：越中守・佐伯有若が神度(かんど)神社を創建する。
- 725年（神亀2年）：行基が大岩山日石寺を開く。
- 1370年（建徳元年）7月：大徹が眼目山立山寺を開く。
- 1521年 - 1527年（大永年間）：上市の前身である松野尾に常福寺が建立され、周囲に戸数7戸の村が出来る[2]。
- 1574年（天正2年）：下田（げだ）地区で金鉱山が見つかる。
- 1585年前後（天正年間）：上杉謙信が攻め入り、神度神社、大岩山日石寺が兵火にかかる。
- 1858年（安政5年）2月25日：飛越地震が発生。
- 1890年（明治23年）：千石地区で白萩隕鉄が見つかる。
- 1907年（明治40年）7月13日：陸軍参謀本部陸地測量部が剣岳頂上で剣と錫杖頭を発見。
- 1913年（大正2年）6月25日：立山軽便鉄道が滑川-上市-五百石間に鉄道を開業。
- 1931年（昭和6年）8月15日：富山電気鉄道が富山-上市間に鉄道を開業。
- 1932年（昭和7年）12月20日：上市-五百石間の鉄道が廃止。
- 1934年（昭和9年）4月11日：立山寺が全焼。
- 1947年（昭和22年）11月1日：昭和天皇が北陸巡幸の行程で、上市小学校（NTT上市交換所付近に存在した上市町立上市中央小学校の前身）奉迎場に行幸。
- 1958年（昭和33年）10月2日：昭和天皇が富山国体に伴う行幸の行程で、池田模範堂を視察。
- 1964年（昭和39年）8月：上市川ダム竣工。
- 1967年（昭和42年）7月：日石寺火災。不動堂を焼失。
- 1969年（昭和49年）5月25日：昭和天皇が全国植樹祭に伴う行幸の行程で、細川機業音杉工場を視察。

## 沿革
- 1824年（文政7年）：上市村の戸数450戸[2]。
- 1889年（明治22年）4月1日：町村制の施行により、上新川郡上市町、音杉村、柿沢村、茗荷谷村、宮川村、南加積村、山加積村、白萩村、相ノ木村及び弓庄村が発足する。旧上市町役場は大字上市町に設置[3]。
- 1896年（明治29年）3月29日 - 郡制の施行のため、上新川郡の区域から分立して、中新川郡が発足により、中新川郡に所属となる。
- 1916年（大正5年）：中新川郡茗荷谷村が中新川郡大岩村に名称を変更する。
- 1941年（昭和16年）4月1日：中新川郡音杉村を編入する。面積5.80km²、人口6954人。
- 1953年（昭和28年）9月10日：中新川郡上市町、山加積村、南加積村、宮川村、柿沢村及び大岩村が合併して、中新川郡上市町が発足する。面積58.98km²、人口20303人。
- 1954年（昭和29年）4月1日：中新川郡相ノ木村を編入する。面積63.39km²、人口21878人。
- 1954年（昭和29年）5月10日：中新川郡白萩村を編入する。面積242.22km²、人口25790人。
- 1955年（昭和30年）1月1日：中新川郡立山町の区域の一部を編入する。面積243.53km²、人口26552人。
- 1956年（昭和31年）6月1日：中新川郡上市町の区域の一部を滑川市に編入する。面積237.53km²、人口25109人。
- 1963年（昭和38年）11月1日：中新川郡上市町の区域の一部を立山町に編入する。中新川郡立山町の区域の一部を中新川郡上市町に編入する。面積237.39km²、人口24690人。
- 1989年（平成元年）11月10日：国土地理院の再測量により面積を修正。面積236.77km²、人口23879人。

## 人口
| |                                        |  |
| 上市町と全国の年齢別人口分布（2005年） | 上市町の年齢・男女別人口分布（2005年） |  |
| ■紫色 ― 上市町 ■緑色 ― 日本全国 | ■青色 ― 男性 ■赤色 ― 女性              |  |
| 上市町（に相当する地域）の人口の推移 \| 1970年（昭和45年） \| 23,717人 \| \| \| 1975年（昭和50年） \| 24,015人 \| \| \| 1980年（昭和55年） \| 24,028人 \| \| \| 1985年（昭和60年） \| 24,100人 \| \| \| 1990年（平成2年） \| 23,671人 \| \| \| 1995年（平成7年） \| 23,677人 \| \| \| 2000年（平成12年） \| 23,362人 \| \| \| 2005年（平成17年） \| 23,039人 \| \| \| 2010年（平成22年） \| 21,965人 \| \| \| 2015年（平成27年） \| 20,930人 \| \| \| 2020年（令和2年） \| 19,351人 \| \| |                                        |  |
| 総務省統計局 国勢調査より |                                        |  |
| 1970年（昭和45年） | 23,717人                               |  |
| 1975年（昭和50年） | 24,015人                               |  |
| 1980年（昭和55年） | 24,028人                               |  |
| 1985年（昭和60年） | 24,100人                               |  |
| 1990年（平成2年） | 23,671人                               |  |
| 1995年（平成7年） | 23,677人                               |  |
| 2000年（平成12年） | 23,362人                               |  |
| 2005年（平成17年） | 23,039人                               |  |
| 2010年（平成22年） | 21,965人                               |  |
| 2015年（平成27年） | 20,930人                               |  |
| 2020年（令和2年） | 19,351人                               |  |

## 行政
上市町は単独町政の方針を打ち出している。

### 歴代町長
音杉村合併前
出典→
| 累代  | 氏名       | 就任年月日    | 退任年月日    | 備考                                 |
| ----- | ---------- | ------------- | ------------- | ------------------------------------ |
| 1     | 土肥七之助 | 1889年5月21日 | 1893年5月20日 |                                      |
| 2 - 6 | 斉藤好     | 1893年5月22日 | 1913年1月28日 |                                      |
| 7、8  | 荒木甚助   | 1913年3月5日  | 1920年3月31日 | 7代目と8代目の間は中新川郡の職務管掌 |
| 9     | 平井一見   | 1920年4月10日 | 1922年6月13日 |                                      |
| 10    | 若野寛     | 1923年2月2日  | 1927年2月1日  |                                      |
| 11    | 荒木甚助   | 1927年2月28日 | 1927年5月26日 |                                      |
| 12    | 吉江安次郎 | 1928年6月27日 | 1930年2月21日 |                                      |
| 13    | 三浦繁次郎 | 1930年2月25日 | 1933年9月18日 |                                      |
| 14    | 平井一見   | 1933年12月1日 | 1941年3月31日 |                                      |

音杉村合併後から1953年9月まで
出典→
| 累代  | 氏名       | 就任年月日    | 退任年月日    | 備考         |
| ----- | ---------- | ------------- | ------------- | ------------ |
| 1 - 3 | 平井一見   | 1941年7月1日  | 1946年2月30日 |              |
| 4     | 土肥政次郎 | 1947年4月7日  | 1949年8月9日  | ここから公選 |
| 5     | 池田嘉吉   | 1949年10月5日 | 1953年9月9日  |              |

1953年10月以降
| 累代   | 氏名       | 就任年月日     | 退任年月日     |
| ------ | ---------- | -------------- | -------------- |
| 1      | 池田嘉吉   | 1953年10月17日 | 1957年10月16日 |
| 2      | 平井一見   | 1957年10月17日 | 1961年10月16日 |
| 3～5   | 平井光太郎 | 1961年10月17日 | 1973年10月16日 |
| 6～10  | 清水美晴   | 1973年10月17日 | 1993年10月16日 |
| 11     | 中川喜久夫 | 1993年10月17日 | 1997年10月16日 |
| 12～16 | 伊東尚志   | 1997年10月17日 | 2017年10月16日 |
| 17     | 中川行孝   | 2017年10月17日 | 現職           |

## 産業

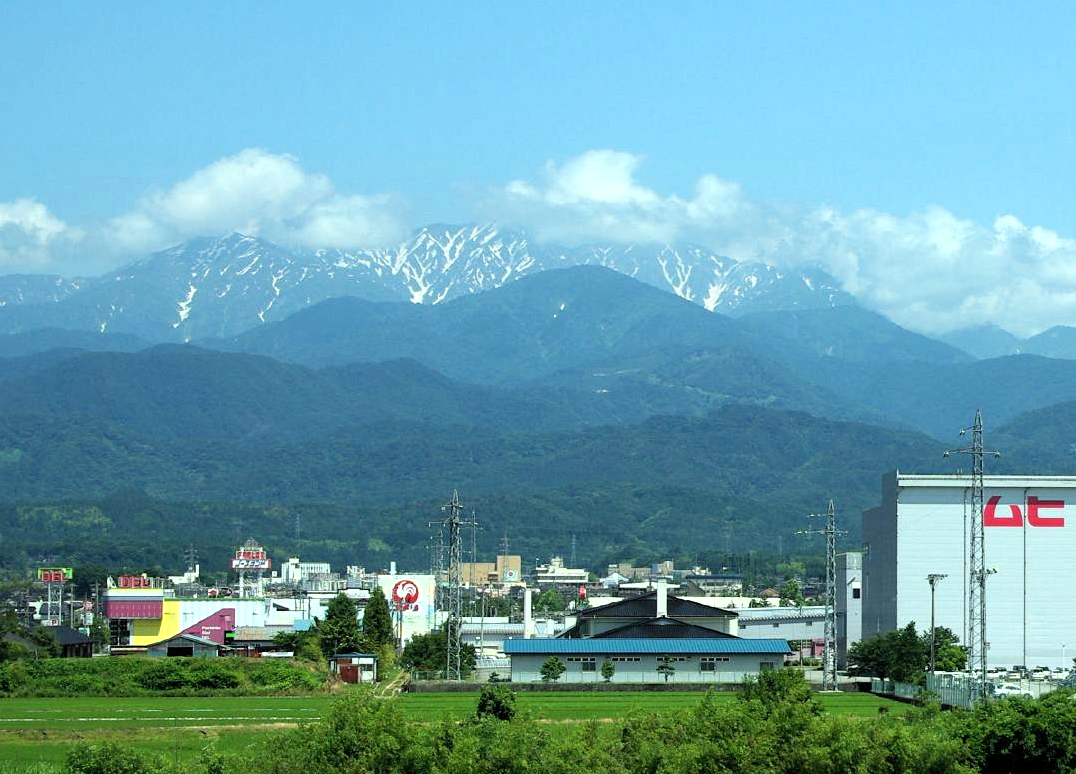
上市町市街。画像右側にはムヒ（池田模範堂）の工場がある

製薬業が盛んである。

### 工業
製薬業
- 株式会社池田模範堂
- 池田薬品工業株式会社
- 北日本製薬株式会社（旧・株式会社三九製薬）
- 新生薬品株式会社
- 日本ゼトック株式会社 新生富山事業所（旧・新生薬品工業株式会社）
- 富士化学工業株式会社
- 日本ファルマー株式会社（廃業）
- リードケミカル株式会社 久金工場

ちなみに、製薬業界などの業界用語として上市（じょうし）という言葉がある。"put on the market"の直訳であり、研究開発の段階を完了した薬剤が製品として市場に出回ることを意味する。上市町は縁起のよい町名である。
製薬業以外の業種
- 日本海味噌醤油株式会社
- 株式会社コージン
- 株式会社内山精工
- 細川機業株式会社
- 株式会社リッチェル 工業用品事業部

### その他業種
- 株式会社TAM（インターネットサービスプロバイダ、ケーブルテレビ）

### 商業施設
大型商業施設
- ガイナシティ（マックスバリュ、コメリ、マクドナルドなど）
- ショッピングタウン パル
- カミール（上市町まちなか交流プラザ） - 1990年11月23日オープン[7]

その他の主な商業施設
- しまむら
- ダイソー
- クスリのアオキ
- ウエルシア
- ディスカウントドラッグ コスモス

金融機関
- 北陸銀行 上市支店
- 富山銀行 上市支店
- 富山第一銀行 上市支店
- 富山信用金庫 上市営業部
- アルプス農業協同組合 本店

郵便局
- 上市郵便局
- 上市神明町郵便局
- 上市稗田簡易郵便局
- 柿沢簡易郵便局

## 施設
国の機関
- 林野庁 中部森林管理局 富山森林管理署 上市森林事務所

県の機関
- 富山県警察 上市警察署
  - 富山県警察の山岳警備隊が勤務し、山岳遭難救助やパトロール活動の拠点となっている。

病院
- かみいち総合病院

厚生・保健施設
- 富山県中部厚生センター
- 上市町保健福祉総合センター（つるぎふれあい館）

保健・福祉施設
- 老人保健施設 つるぎの庭
- 特別養護老人ホーム 常楽園
- グループホーム あおぞら
- グループホーム ありがとうホーム上市
- グループホーム かみいち福祉の里
- グループホーム 逢の希
- サービス付き高齢者向け住宅 アルプスガーデンつるぎ
- 四ツ葉園
- むつみの里
- ワークハウス剱
- 上市町こどもの城
- ひなたぼっこ上市

文化施設
- 北アルプス文化センター
- 上市町文化研修センター
- 働く婦人の家
- 生涯学習会館
- 町立上市図書館

スポーツ施設
- 町民体育館・総合グラウンド
- 体育センター・武道館・弓道場
- 丸山総合公園 総合体育館・野球場・庭球場
- B&G海洋センター 体育館
- 上市町保健福祉総合センター コミュニティプラザ体育館
- 弓庄コミュニティスポーツセンター 体育館
- 富山県上市カヌー競技場
- 富山健康科学専門学校附属 ウエルネススポーツセンター
- 株式会社センティア インドアテニススクール

## 教育

### 小学校
- 上市町立相ノ木小学校
- 上市町立上市中央小学校
- 上市町立白萩西部小学校
- 上市町立南加積小学校
- 上市町立宮川小学校
- 上市町立陽南小学校

### 中学校
- 上市町立上市中学校

### 高等学校
- 富山県立上市高等学校

### 過去に存在した学校
- 富山健康科学専門学校（学校法人健康科学学園の富山校にあたる専修学校。1991年4月に開校[8]するも、2020年3月31日閉校[9]）

## 姉妹都市・友好都市

### 国内
- 九十九里町（千葉県） - 1965年7月、姉妹都市提携。

## 交通

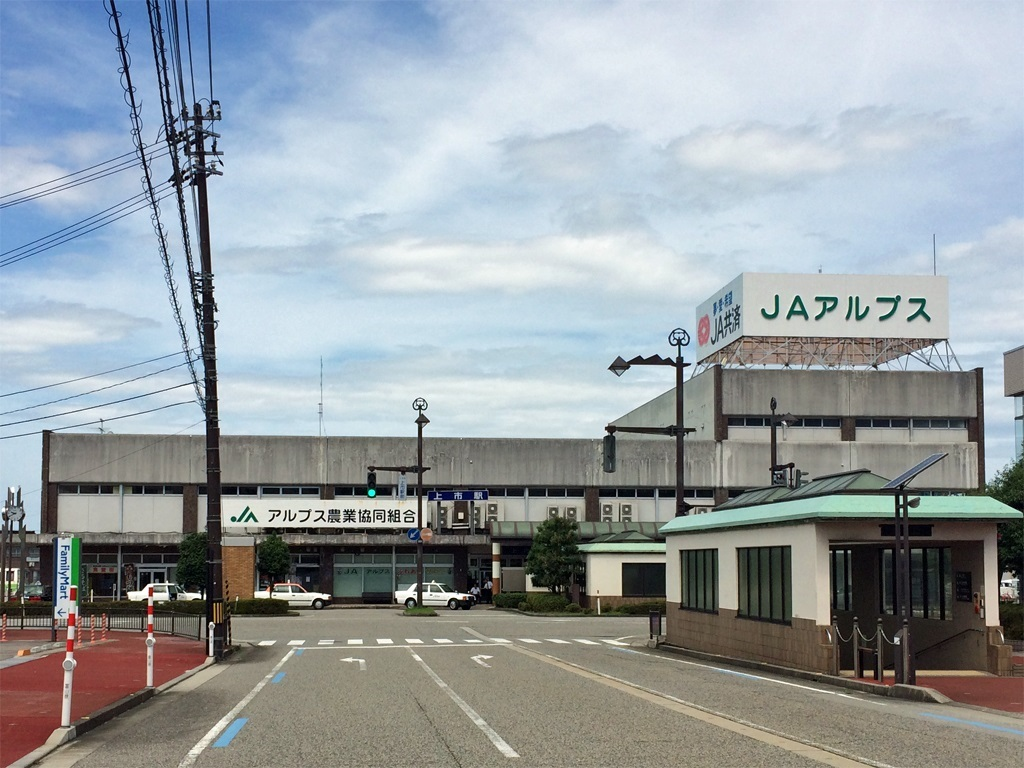
上市駅

### 鉄道
- 中心となる駅：上市駅
- 富山地方鉄道本線：相ノ木駅 - 新相ノ木駅 - 上市駅 - 新宮川駅

### バス路線
- 上市町地域コミュニティバス（旧上市町営バス）

### 道路
- 高速道路
  - 北陸自動車道
    - 上市スマートインターチェンジ
- 一般国道
  - 国道8号
- 都道府県道
  - 主要地方道
    - 富山県道3号富山立山魚津線
    - 富山県道4号富山上市線
    - 富山県道15号立山水橋線
    - 富山県道46号上市北馬場線
    - 富山県道61号滑川上市線
    - 富山県道67号宇奈月大沢野線
- 主な農道・林道と沿線の施設等
  - 富山中部広域農道（スーパー農道）
    - 丸山総合公園、薬用植物指導センター、みやげ処味蔵

  - ふるさと林道黒川線
    - 穴の谷霊場、黒川上山墓跡、はなおか窯

  - ふるさと林道伊折千石線
    - 仰剱の碑、千石城山の登山口、ふるさと剱親自然公園

  - 林道大辻山線
    - 大辻山の登山口、高峰山の登山口、礼拝山の登山口、国立立山青少年自然の家

  - 林道小又線
    - 上市川第二ダム、早乙女湖

  - 林道西種線
    - 岩屋洞門、高峰山の登山口、釜池の山道

  - 林道大観峰線
    - 千本桜、舘櫓、大観峯自然公園

  - 林道稲村眼目線
    - 眼目山立山寺、眼目園地、揚見展望台

  - 林道坪野蓬沢線
    - 大倉山の登山口、尻高山の登山口、白倉山の登山口

### タクシー
- 上市交通
- 旭タクシー

## 名所・旧跡・観光スポット・祭事・催事

### 名所
- 大岩山日石寺（にっせきじ）

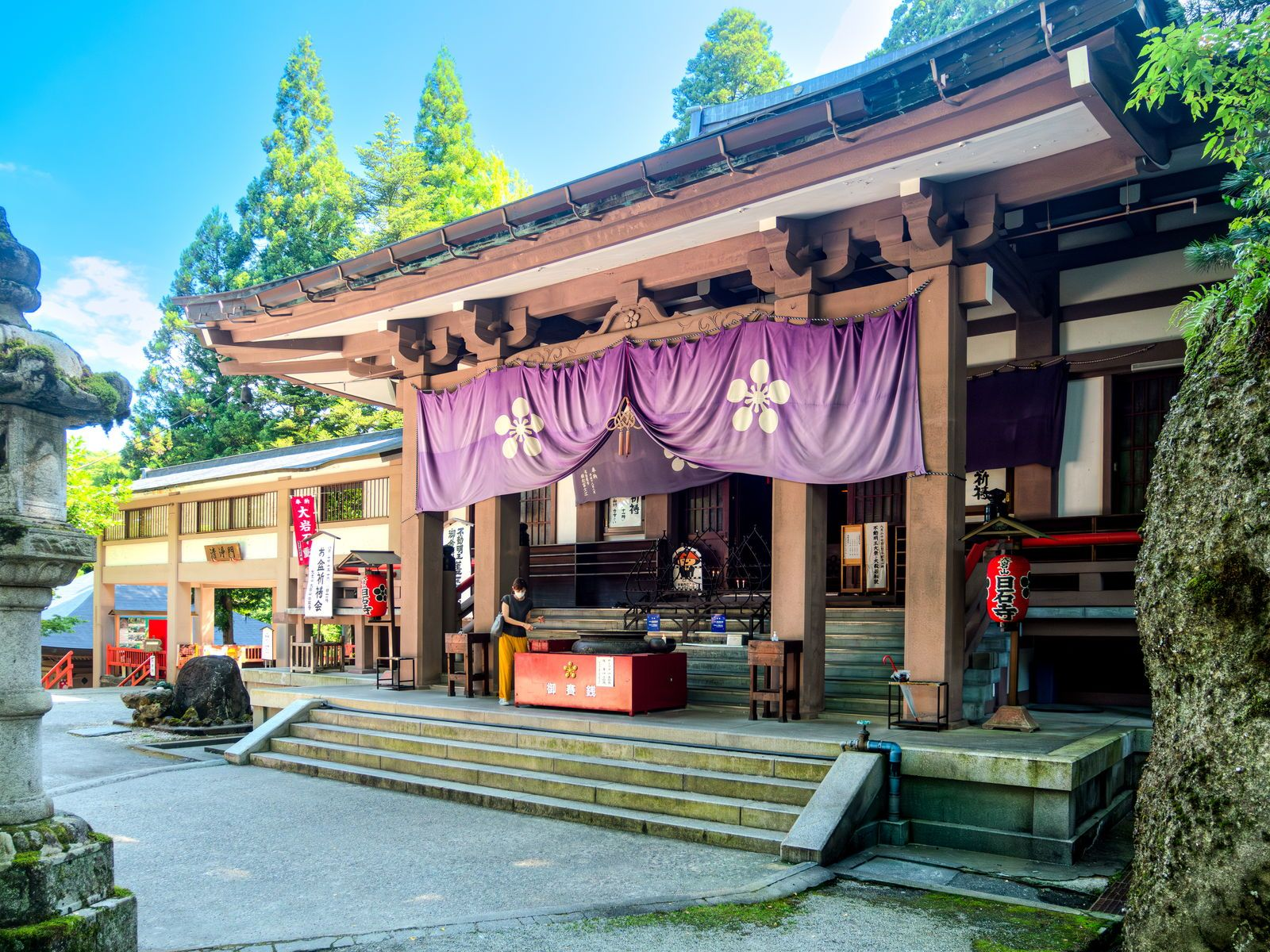
大岩山日石寺

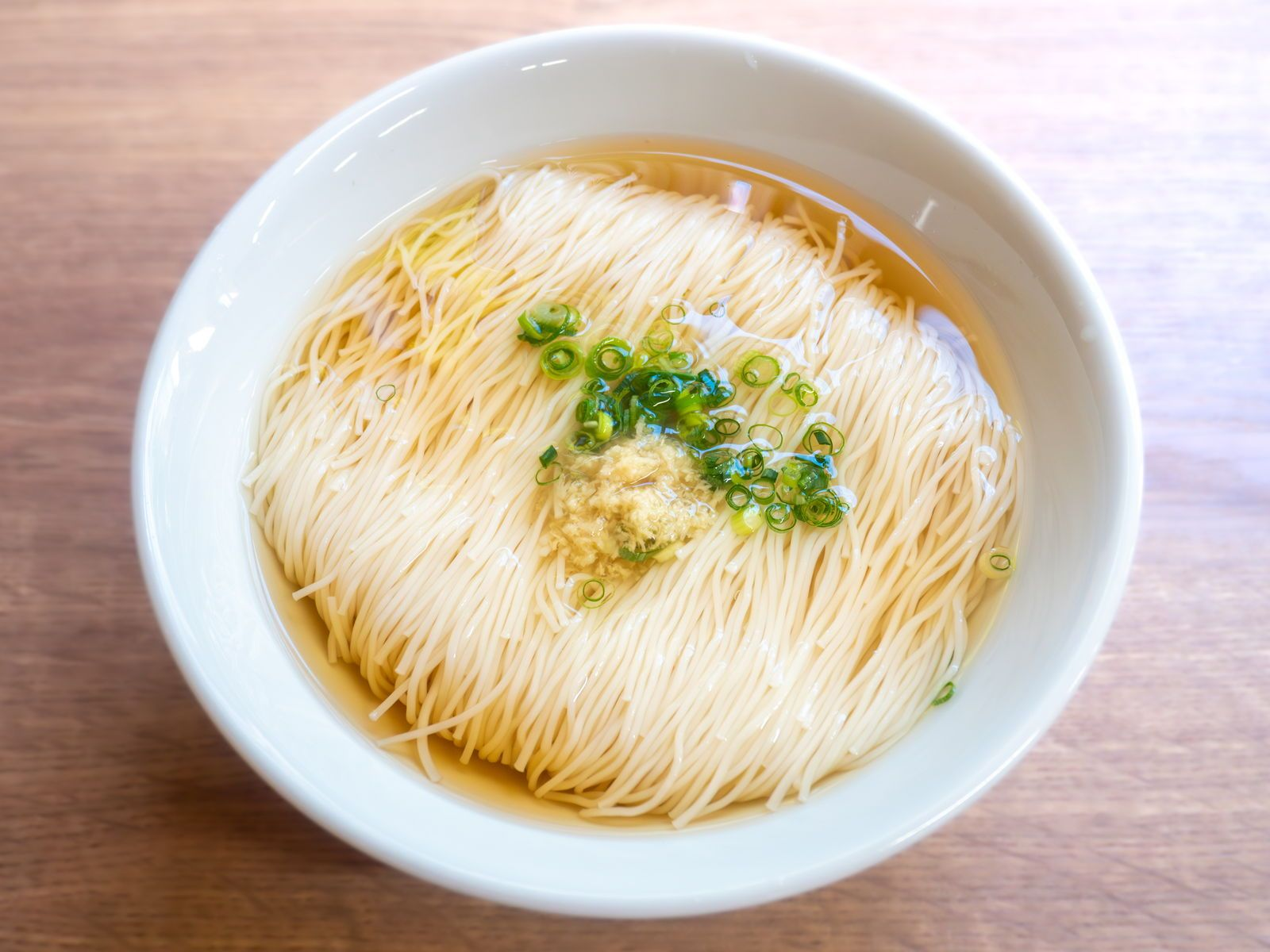
大岩そうめん

  - 真言密宗大本山。本尊は磨崖仏の不動明王像（国の重要文化財）。毎年1月大寒の日に「大岩日石寺大寒修行」を開催。境内の六本滝において「瀧打ちの業」（滝に打たれる修行）を催している。毎年7月1日に「大岩山日石寺滝開き」を開催。毎年8月下旬に「大岩日石寺不動まつり」を開催。3日間供養を催している。名物は大岩そうめん。
- 眼目山立山寺（りゅうせんじ）
  - 「さっかのてら」の愛称で親しまれる曹洞宗の古刹。参道のトガ並木が有名。森林セラピー基地に認定されている。
- 穴の谷（あなんたん）の霊水
  - 名水百選の名水の一つ。腐りにくく長期保存が可能なことから霊水と呼ばれている。
- 剱岳（つるぎだけ）
  - 冬季にはアルピニスト、夏季にはロッククライマーで賑わう。冬季の遭難者報道でも有名な険しい岩峰。日本百名山の一つ。
  - 映画『劒岳 点の記』の舞台として脚光を浴びる。
  - アニメーション映画『おおかみこどもの雨と雪』では、剱岳のふもとの山里で母子３人が暮らす様子が描かれる。ニホンオオカミの血を引く狼男との間に半人半獣の子どもをもうけた東京の大学生の花が、狼男の死後、人目を避けるように都会から狼男の古里の田舎町に移り住む。モデルとなった上市町（監督の細田守の出身地でもある）の各所には、「おおかみこどものふるさと 富山県上市町」と書かれた幟旗が立っている。
- 上市黒川遺跡群
  - 円念寺山経塚・黒川上山墓跡・伝真興寺跡からなる国の史跡。

### 湧水など
名水百選（環境省選定）
- 穴の谷の霊水（黒川地区）[10]

とやまの名水（富山県選定）
- 穴の谷の霊水[10]
- 弘法大師の清水（護摩堂地区）[10]
- 大岩山日石寺の藤水（大岩地区）[10]
- 上市川沿岸円筒分水場円筒分水槽（釈泉寺地区）[10]
- 早月川の清流[10]

とやまの文化財百選・近代歴史遺産編（富山県教育委員会選定）
- 円筒分水（釈泉寺地区）

水源地域の湧水地（富山県水源地域保全条例）
- 穴の谷の霊水
- 大岩山日石寺の藤水

### 観光スポット
上市駅の構内に観光案内所が設けられている。
- 馬場島（ばんばじま）

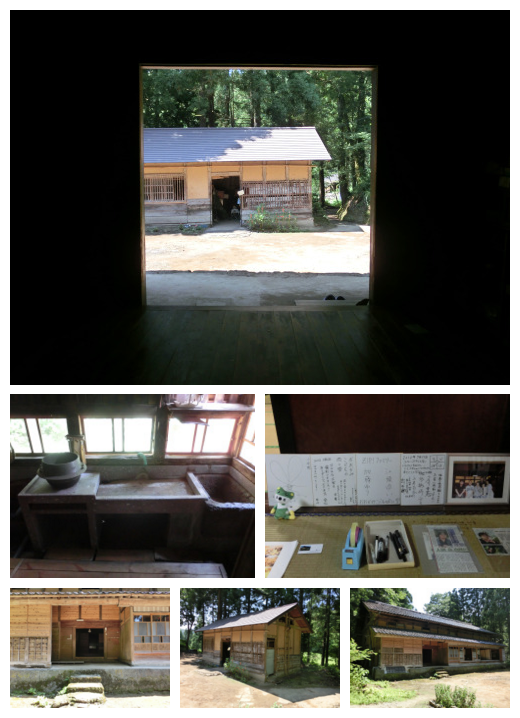
「おおかみこどもの雨と雪」のモデルとなった古民家

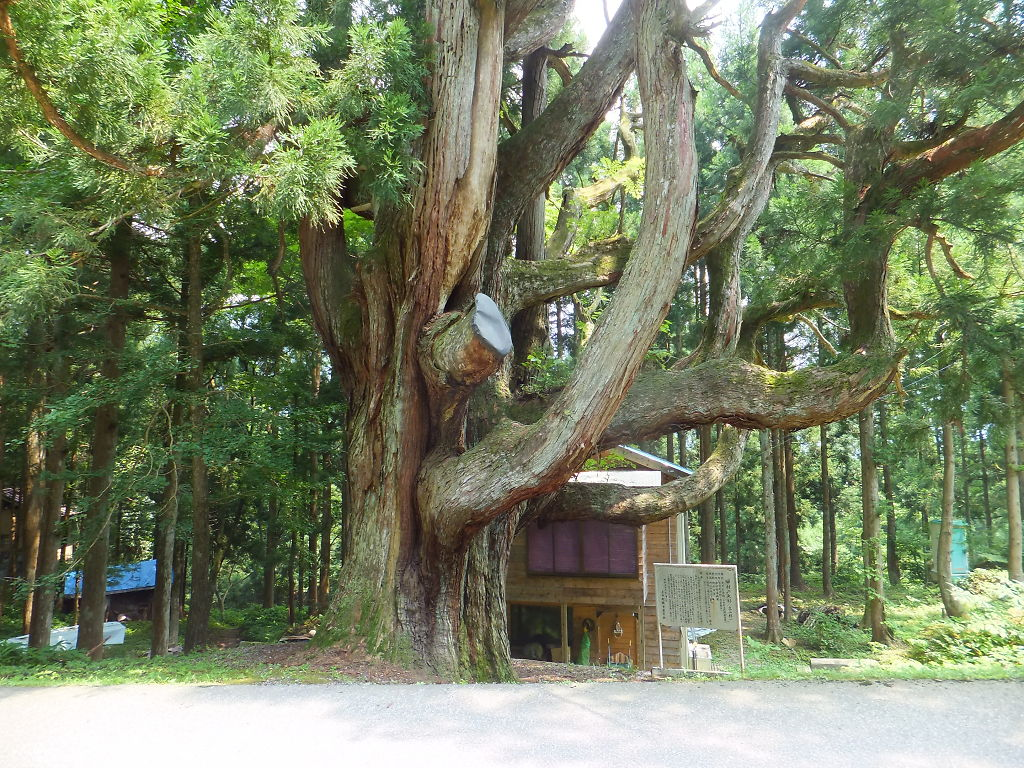
中村の大杉

  - 剱岳登山口であり、「試練と憧れ」の石碑が建つ。富山県警察の山岳警備隊の出張所がある。隣接地には野外バーベキュー施設もある。
- 剱青少年研修センター
  - 馬場島の手前にある公共の研修施設。
- 上市川ダム・上市川第二ダム
  - 展望公園や運動広場などがある。第二ダムを構成する早乙女湖の脇には、ふるさと剱親自然公園が整備されており、キャンプやバーベキュー等を楽しむ事が出来る。
- 千石の兜杉
  - 富山県上市カヌー競技場の側に聳える大木で、旧千石村に移り住んだ平井保昌が、この地で生じた様々な祟りを鎮めるために家宝の兜を埋め、杉を植えたとされている。
- あそあそ自然学校
  - アグリツーリズム（グリーン・ツーリズム）を実践する自然学校。校長は創立者の谷口新一さん。
- おおかみこどもの花の家
  - 映画「おおかみこどもの雨と雪」の家族が暮らすモデルとなった古民家。広く一般に公開されている。
- 西田美術館
  - 富士化学工業株式会社が営む私立美術館。創業者の西田安正が海外で収集した美術品を主に展示している。
- 弓の里歴史文化館
  - 遺跡出土品などが展示されている。
- 薬用植物指導センター
  - 植物園が一般公開されており、牡丹や芍薬の時節には来園者で賑わう。
- 丸山総合公園
  - 体育館、野球場、テニスコート、芝生広場、バーベキュー広場、自然観察園などがある。
- 大岩親水公園
  - 大岩山日石寺の門前に、駐車場とともに設けられている。
- あさひの郷公園
  - 上市川中流の堤防脇にある。
- 釈泉寺の円筒分水場
  - とやまの名水およびとやまの近代歴史遺産百選の一つ。
- 宮川の大けやき（若杉日吉神社）
  - 富山県の文化財。
- 中村の大杉
  - 上市町の文化財。
- 片地の池
  - 片地地区の山あいにある池。
- 浅生の釜池
  - 浅生地区の山間部にある池。
- 大沢の大滝
  - 大沢・中ノ又地区の山間部にある滝。
- 弘法大師の清水
  - とやまの名水の一つ。
- 南町の地蔵堂
  - 源義仲（木曽義仲）が腰かけたとされる石がある。
- 山城跡
  - 南北朝時代から戦国時代にかけて一帯を治めた土肥氏の城跡。茗荷谷山城（城ヶ平山）、千石山城（千石城山）、稲村城（稲村城山）、弓庄城などがある。登山道が設けられている。城ヶ平山からはハゲ山など西種地区の山々に縦走できる。
- 下田（げだ）金山跡
  - 加賀藩の金山として栄えた。
- 種の里の棚田
  - 中山間地域の東種地区および西種地区で、棚田を生かした稲作体験などを進めている。地区の平場が種農村公園として整備されている。
- 白竜橋
  - 上市川に架かる橋。晴れた日には橋の中央から剱岳をはじめとする立山連峰の山々を望むことができる。
- 伊折橋
  - 早月川上流に架かる橋。剱岳を望むことができる。
- 富山地方鉄道 本線
  - 映画『RAILWAYS 愛を伝えられない大人たちへ』で、上市駅・新宮川駅間にある若杉第三踏切が登場する。主人公の滝島徹（三浦友和）が運転する電車を、娘の麻衣（小池栄子）が見送るシーンなど。

### 温泉
- 大岩湯神子温泉
- つるぎ恋月
- アルプスの湯
- 大岩不動の湯

### 祭事
- 市姫祭礼
- ふるさと観光上市まつり
- 剱岳山開き
- 大岩山滝開き・そうめん山菜まつり
- つるぎ山菜まつり

### 催事
- 剱岳雪のフェスティバル
- 黒川フェスティバル
- つるぎ特産フェスティバル
- 剱健康マラソン大会
- 北アルプス音楽祭
- 上市まち博（町制60周年記念）

## 著名な出身者
- 福井直秋（作曲家・武蔵野音楽大学創設者・名誉町民）　生家は上市町江上（えがみ）の浄誓寺
- 西川義正（畜産学者・帯広畜産大学元学長・名誉町民）
- 杉谷文之（農業技師・元新潟県農業試験場長、コシヒカリの父）
- 上野千鶴子（社会学者・東京大学名誉教授）
- 細田守（アニメーション監督）
- 吉田公均（江戸時代後期の絵師）
- 黒川良安（蘭学者、金沢大学医学部の創始者）
- 西條清兵衛（ほてい屋創業者）
- 長基健治（旧姓土肥、薬剤師・桜の研究家）
- 池田嘉吉（株式会社池田模範堂の創業者）
- 堀辺峻雄（株式会社生産技術の創業者）
- 荒尾正浩（元衆議院事務総長・名誉町民）
- 吉岡悟（プロ野球選手、1976年パシフィック・リーグ首位打者）
- 佐伯幸之助（漫画家）
- ムライジョウ（ロックバンド H. ヴォーカリスト）
- 碓井涼子（女優、劇団わらび座所属）
- 藤木義勝（俳優）
- 千葉涼子（旧姓碓井、女流棋士）
- 酒井孝之（プロボクサー）
- 内山壮真（プロ野球選手）
- 碓井聖生（プロサッカー選手）
- 三浦幸之助（詩人・フランス文学者・新湊高等学校元校長で校歌歌詞作成）
- 森幸恵（参議院議員）

## 上市町を舞台とした作品
小説
- 劒岳 点の記（新田次郎、1977年）
- おおかみこどもの雨と雪（細田守、2012年）

映画
- 劒岳 点の記（木村大作、2009年）
- RAILWAYS 愛を伝えられない大人たちへ（蔵方政俊、2011年）
- おおかみこどもの雨と雪（細田守、2012年）

主人公の花と2人の子ども（雨と雪）には、上市町の特別住民票が交付されている。
- 四月の永い夢（中川龍太郎、2017年）

絵本
- おおかみこどもの雨と雪（細田守、2012年）

漫画
- おおかみこどもの雨と雪（原作：細田守、漫画：優、キャラクター原案：貞本義行、2012年）

ドラマ
- 恋仲（フジテレビ、2015年）

主人公が富山出身の設定であり、上市高等学校や新宮川駅で一部場面の撮影がおこなわれた。